# This Land Is Your Land
This Land is your Land è una celebre canzone tradizionale statunitense scritta da Woody Guthrie nel 1940. Fa parte del patrimonio folk USA e, oltre che dal suo compositore, è stata eseguita nel tempo in differenti versioni da molti cantanti tra cui Bob Dylan, Peter, Paul and Mary, Johnny Cash, Bruce Springsteen e Neil Young.
La melodia di This Land is your Land è stata composta sulla base di quella del gospel When the world's on fire (Quando il mondo andrà a fuoco), più conosciuto nella versione del gruppo The Carter Family, registrato dieci anni prima che Guthrie realizzasse la sua canzone.

## La risposta a Irving Berlin
This Land is your Land è stata scritta in risposta alla famosa canzone God bless America (Dio benedica l'America, del 1918) di Irving Berlin, che Guthrie considerava poco realistica ed anzi piuttosto faziosa.

## La canzone
This Land is your Land è stata scritta nel 1940 ma pubblicata solo nel 1945, con alcune variazioni, effettuate dallo stesso autore. La versione originale conteneva infatti due strofe di protesta nei confronti della disuguaglianza tra le classi negli USA e l'eccessiva privatizzazione del paese.
I suoi versi più significativi affermano:
By the relief office, I'd seen my people.

As they stood there hungry, I stood there asking,

Is this land made for you and me.
As I went walking, I saw a sign there

And on the sign there, It said, "No trepassing"

But on the other side, It didn't say nothing.

That side was made for you and me.»
all'ufficio di collocamento, ho visto la mia gente.

Mentre stavano là affamati, io mi domandavo

se questo paese fosse fatto per te e per me
Mentre camminavo vidi un cartello laggiù;

E il cartello, diceva, "Non oltrepassare"

Ma dall'altro lato [del cartello], non c'era scritto nulla

Quel lato è stato fatto per te e per me.»
(This land is your Land)
È probabile che, vista la terribile situazione in cui si trovava il mondo alla fine del secondo conflitto mondiale, l'autore abbia preferito eliminare queste strofe, scritte prima che la guerra divampasse, rendendo la canzone molto più patriottica di quanto non fosse stata originariamente pensata.

Una versione realizzata nel 1972 riproduce comunque la canzone nella sua versione originale.

## Altro
- Il presidente statunitense George Bush utilizzò This land is your land (versione abbreviata e censurata) nella sua campagna elettorale del 2000, sollevando non poche perplessità in quanto canzone scritta da un simpatizzante dichiarato del socialismo e quindi, di fatto, avverso al Partito Repubblicano.
- Della canzone è stata realizzata anche una versione canadese.
- Una versione umoristica è cantata nel finale dell'episodio Lisa l'ambientalista de I Simpson.